# Comore-szigeteki labdarúgó-bajnokság (első osztály)
A Comoros Premier League a Comore-szigeteki labdarúgó bajnokságok legfelsőbb osztályának elnevezése. 1979-ben alapították és 10 csapat részvételével zajlik. A bajnok a bajnokok Ligájában indulhat.

## A 2011-es bajnokság résztvevői
- Apache Club (Mitsamiouli)
- ASIM Itsandra (Ngazidja)
- Coin Nord (Mitsamiouli)
- Djabal Club
- Élan Club (Mitsoudjé)
- Étoile des Comores (Nyoumadzaha Bambao)
- Étoile Polaire (Nioumamilima)
- JACM de Mitsoudjé
- Ngaya Club (Mdé)
- US de Séléa
- US de Ntsaouenigygyg
- Volcan Club (Moroni)

## Az eddigi bajnokok
| - 1979-80 : Coin Nord (Mitsamiouli) - 1980-83 : ismeretlen - 1983-84 : ismeretlen - 1984-85 : ismeretlen - 1985-86 : Coin Nord (Mitsamiouli) - 1986-89 : ismeretlen - 1989-90 : Coin Nord (Mitsamiouli) - 1990-91 : Étoile du Sud (Foumboni) - 1991-92 : Étoile du Sud (Foumboni) - 1992-93 : US de Zilimadjou (Zilimadjou) - 1993-94 : ismeretlen - 1994-95 : Élan Club (Mitsoudjé) - 1995-97 : ismeretlen - 1997-98 : US de Zilimadjou | - 1998-99 : ismeretlen - 1999-00 : ismeretlen - 2000-01 : Coin Nord (Mitsamiouli) - 2001-02 : ismeretlen - 2002-03 : ismeretlen - 2003-04 : Élan Club (Mitsoudjé) - 2005 : Coin Nord (Mitsamiouli) - 2006 : AJSM de Mutsamudu (Mutsamudu) - 2007 : Coin Nord (Mitsamiouli) - 2008 : Étoile d'Or (Mirontsy) - 2009 : Apache Club (Mitsamiouli) - 2010 : Élan Club (Mitsoudjé) - 2011 : Coin Nord (Mitsamiouli) |

## Bajnoki címek eloszlása
| Klub              | Város       | Bajnoki címek | Utolsó |
| ----------------- | ----------- | ------------- | ------ |
| Coin Nord         | Mitsamiouli | 7             | 2011   |
| Élan Club         | Mitsoudjé   | 3             | 2010   |
| Étoile du Sud     | Foumboni    | 2             | 1992   |
| US de Zilimadjou  | Zilimadjou  | 2             | 1998   |
| AJSM de Mutsamudu | Mutsamudu   | 1             | 2006   |
| Étoile d'Or       | Mirontsy    | 1             | 2008   |
| Apache Club       | Mitsamiouli | 1             | 2009   |

## Külső hivatkozások
- Információk Archiválva 2012. szeptember 18-i dátummal a Wayback Machine-ben a FIFA honlapján